# Elaeagia microcarpa
Elaeagia microcarpa är en måreväxtart som beskrevs av Julian Alfred Steyermark. Elaeagia microcarpa ingår i släktet Elaeagia och familjen måreväxter.
Artens utbredningsområde är Bolivia. Inga underarter finns listade i Catalogue of Life.